# Eleição para governador da Dakota do Norte em 2008
A eleição para governador do estado americano do Dakota do Norte em 2008 aconteceu no dia 4 de novembro de 2008 para o cargo de governador do Dakota do Norte.O Governador republicano John Hoeven foi novamente reeleito, derrotando o democrata Tim Mathern.
| Eleição para governador da Dakota do Norte de 2008 | Eleição para governador da Dakota do Norte de 2008 | Eleição para governador da Dakota do Norte de 2008 | Eleição para governador da Dakota do Norte de 2008 | Eleição para governador da Dakota do Norte de 2008 | Eleição para governador da Dakota do Norte de 2008 | Eleição para governador da Dakota do Norte de 2008 |
| Partido                                            | Partido                                            | Candidato                                          | Candidato                                          | Votos                                              | %                                                  | ±%                                                 |
| -------------------------------------------------- | -------------------------------------------------- | -------------------------------------------------- | -------------------------------------------------- | -------------------------------------------------- | -------------------------------------------------- | -------------------------------------------------- |
|                                                    | Partido Republicano                                |                                                    | John Hoeven                                        | 235.009                                            | 74,4%                                              | +3,1%                                              |
|                                                    | Partido Democrata                                  |                                                    | Tim Mathern                                        | 74.279                                             | 23,5%                                              | -3,9%                                              |
|                                                    | Partido Independente                               |                                                    | DuWayne Hendrickson                                | 6.404                                              | 2,0                                                |                                                    |